# Semn grafic
| Semne grafice Semne de punctuație -, –, —, ― . , , , ; , : , … , · ¿, ?, !, ¡, ‽, ؟ „…“, »…« …, ’ /, \ (…), […], {…}, 〈…〉 ␠ Semne speciale • … @, & \|, ¦ °, ′, ″, ‴ *, ⁂, †, ‡ #, №, ª, º §, ¶ ©, ℗, ®, ™, ℠ _ ~, ˜ Semne de calcul +, −, ×, ∙, :, ∕, ÷, ±, ∓ =, ≈, ≠ …, ~, ∝ …, <, > … √, ∫ %, ‰ |

Semnele grafice sunt semne tipografice ajutătoare care contribuie la structurarea și construcția unui text, fraze sau a unei formule. Aceste semne se pot subîmpărți în
- semne de punctuație
- semne de calcul, în care au caracter de simbol
- semne speciale